# دانشگاه کشاورزی و مکانیک فلوریدا
دانشگاه کشاورزی و مکانیک فلوریدا (به انگلیسی: Florida Agricultural and Mechanical University) یکی از دانشگاه‌های آمریکا در تالاهاسی است.

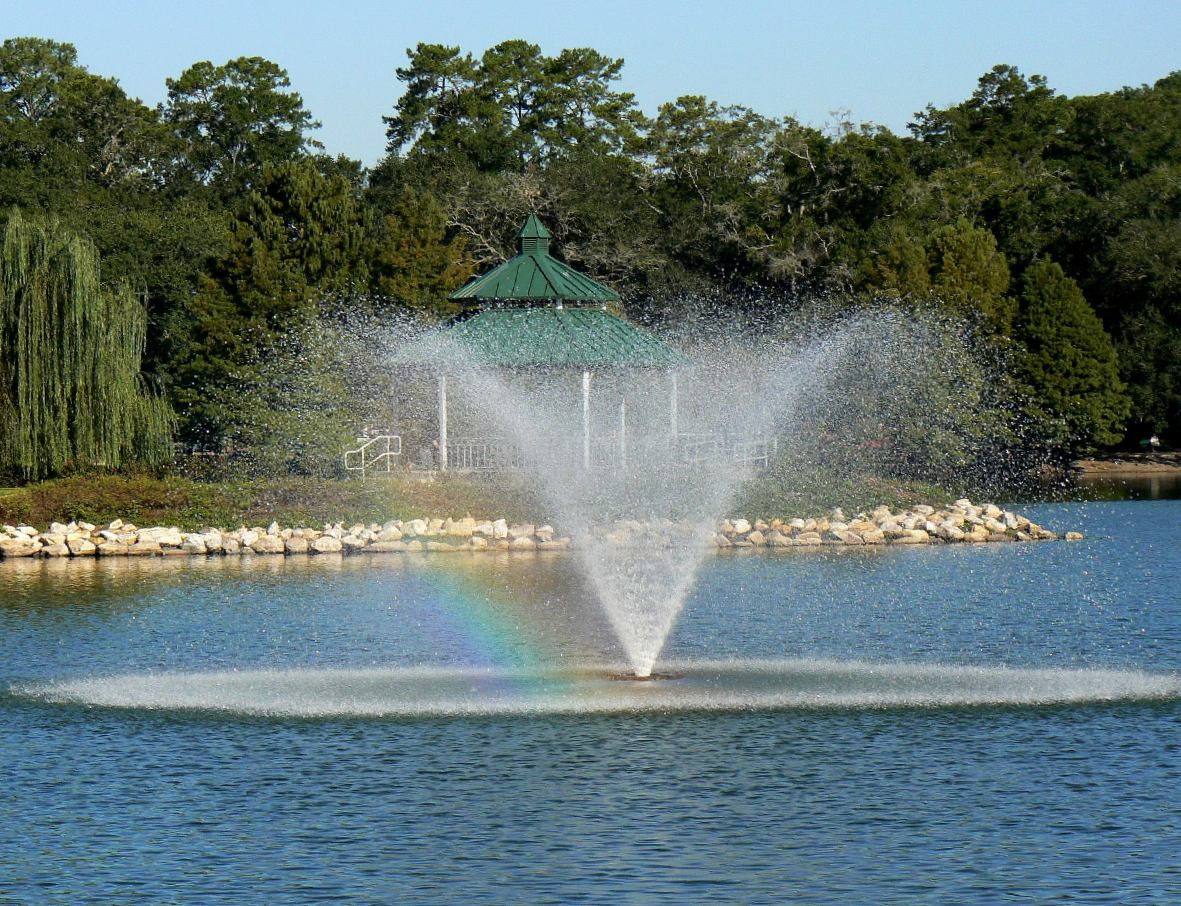